# Åby urskog
Åby urskog är ett naturreservat i Gävle kommun i Gävleborgs län.
Området är skyddat som naturreservat sedan 2008 och är 312 hektar stort. Det är beläget 13 kilometer norr om Hamrånge kyrka.
Det flacka landskapet är blockrikt och karaktäriseras av näringsfattiga moränmarker med tallskogar och myrmarker.
Våtmarken som ligger centralt i reservatet är odikad vilket är mycket ovanligt. Skogen runt omkring har fått stå orörd och är rik på gamla träd.